# Helmut Silberberg
Helmut „Hello“ Silberberg, Pseudonym Edmond Mertens, in den USA Edmond Silverberg (* 8. Juni 1926 in Gelsenkirchen; † 26. Juni 2015 in Sag Harbor, New York) war ein deutsch-amerikanischer Unternehmer. Er ist bekannt als bester Freund der von den Nationalsozialisten ermordeten Schriftstellerin Anne Frank.

## Leben
Hello Silberberg, wie er im Tagebuch der Anne Frank genannt wird, wurde 1926 in Gelsenkirchen geboren; die Grundschule absolvierte er im Stadtteil Gelsenkirchen-Schalke. Nach der Reichspogromnacht vom 9. auf den 10. November 1938 floh der 12-jährige Hello nach Amsterdam, wo er bei seinen Großeltern im Stadtteil Rivierenbuurt aufwuchs. Das Geschäft seines Vaters wurde im November 1938 von den Nazis beschädigt, seine Mutter schwer misshandelt. Später gelang seinen Eltern die Flucht aus Deutschland nach Belgien.
In Amsterdam musste Helmut Silberberg das Jüdische Lyzeum besuchen, wo er im Juni 1942 über seine Cousine Wilma Anne Frank kennenlernte. Am 5. Juli 1942, einen Tag, bevor die Familie Frank im Hinterhaus in der Prinsengracht untertauchte, führte er das letzte persönliche Gespräch mit Anne Frank. 
Anfang August 1942 entging Hello Silberberg nur knapp der Deportation. Um 20 Uhr hatte die Ausgangssperre für die Juden begonnen; Hello geriet auf der Straße in eine Razzia der Polizei. Er konnte im letzten Augenblick vom bereits anfahrenden Fahrzeug springen, auf das er geladen worden war. Wenige Tage später hatte er erneut Glück: Die Gestapo hatte das Wohngebiet abgeriegelt, in dem Hello wohnte, und begann, die Wohnungen systematisch nach jungen jüdischen Männern für den Reichsarbeitsdienst zu durchsuchen. Hello blieb, hinter einem Schrank versteckt, unentdeckt.
Nur eine Woche später gelang ihm die Flucht aus den Niederlanden nach Belgien. Mit drei anderen Juden fuhr er trotz des Verbots mit dem Zug bis nach Roermond, wo es ihm gelang, die Grenze zu überqueren. Hier traf er nach vier Jahren, die sie getrennt gewesen waren, seine Eltern wieder, die mit ihm ein Versteck nahe der belgischen Hauptstadt Brüssel bezogen. Aus Helmut Silberberg wurde dank eines gefälschten Ausweises Edmond Mertens. 25 Monate sollte die Zeit im Versteck dauern. 
Am 3. September 1944, dem Tag, an dem der Zug mit Anne Frank an Bord vom Durchgangslager Westerbork nach Auschwitz abfuhr, erlebte Hello Silberberg die Befreiung durch die Alliierten.
Nach dem Krieg arbeitete er kurzzeitig als Arbeiter in einer Möbelfabrik in Brüssel. Nachdem auch die Niederlande befreit worden waren, reiste er, obwohl zu diesem Zeitpunkt als Staatenloser geführt, ohne Besitz eines Visums illegal nach Holland. Hier fand er auch seine Großeltern wieder, die, versteckt auf einem Dachboden in Amsterdam, die Verfolgung der jüdischen Bevölkerung überlebt hatten. Von seiner nahen Verwandtschaft hatte nur seine Tante den Holocaust nicht überlebt; sie hatte im Januar 1942 kurz vor der bevorstehenden Deportation ins Konzentrationslager durch die Einnahme von Tabletten Suizid verübt.
Im Dezember 1947 emigrierte Hello Silberberg in die Vereinigten Staaten; seine Eltern folgten ihm kurze Zeit später. Hier behielt er den Vornamen Edmond bei und amerikanisierte seinem Nachnamen Silberberg zu Silverberg. Im Jahr 1948 bekam er die US-amerikanische Staatsbürgerschaft. Von 1950 bis 1952 diente er als Soldat der US-Streitkräfte im Koreakrieg.
Kurz nach der Rückkehr in die USA heiratete er. Aus der Ehe mit seiner Frau Marylise gingen zwei Kinder, Tochter Jacqueline und Sohn Robert, hervor. Silberberg verdiente seinen Lebensunterhalt als Teilhaber einer Vertriebsgesellschaft für Laborgeräte.
Bis zu seinem Tod im Juni 2015 hielt Hello Silberberg Vorträge über die Zeit des Nationalsozialismus und seine kurze Bekanntschaft mit Anne Frank.

## Filmische Darstellung
Im Jahr 2001 wurde Hello Silberberg im Film Anne Frank von Nicolas Kantor verkörpert.